# Krasnojaružskij rajon
Il Krasnojaružskij rajon (in russo Краснояружский район?) è un rajon dell'Oblast' di Belgorod, nella Russia europea. Istituito nel 1935, ha come capoluogo Krasnaja Jaruga, ricopre una superficie di 479,2 km2 ed ospitava nel 2010 una popolazione di circa 15.000 abitanti.